# Arzamas
Arzamas (rus. Арзамас) je grad u Nižnjenovgorodskoj oblasti u Rusiji.

## Zemljopisni smještaj
Nalazi se na obalama rijeke Teše (koja je pritoka  rijeke Oke), 300 km istočno od Moskve. Zemljopisne koordinate su mu približno 55° 28' sjeverne zemljopisne širine i 43° 52' istočne zemljopisne dužine.

## Povijest
Prvi put se spominje 1552. Službeno je grad od 1719.